# Milon III de Bar-sur-Seine
Milon III de Bar-sur-Seine (né vers 1125, † en 1151) est comte de Bar-sur-Seine en Champagne.

## Biographie
Il est le fils de Gui Ier, comte de Bar-sur-Seine, et de Pétronille de Chacenay, fille d'Anséric II de Chacenay et de Hombeline, dont le nom de famille reste inconnue.
En 1146, à la mort de son père Gui Ier de Bar-sur-Seine il hérite du comté de Bar-sur-Seine.
En 1147, il participe à la deuxième Croisade en compagnie du Roi de France Louis VII le Jeune, du comte de Champagne Hugues Ier et de son cousin Gautier II de Brienne.
Il rentre sur ses terres vers 1149.
En 1151, alors en visite à Troyes, il tombe gravement malade et meurt peu après, encore jeune, après avoir fait son testament en présence de Thibaut II de Champagne.
Après sa mort, le comté de Bar-sur-Seine passe alors à son jeune frère Manassès .

## Mariage et enfants
Avant 1150, il épouse Agnès de Baudement, fille de Guy de Baudement, seigneur de Baudement et de Braine, et de Alix de Braine. Ils eurent un seul enfant connus :
- Pétronille de Bar-sur-Seine, qui épouse en 1168 Hugues IV du Puiset, dont elle a un fils : Milon IV du Puiset[3].

Après la mort de Milon III, sa veuve, Agnès de Baudement, se marie en secondes noces avec Robert Ier de Dreux, comte de Dreux, cinquième fils de Louis VI le Gros, roi de France, et d'Adèle de Savoie.

## Sources
- Marie Henry d'Arbois de Jubainville, Histoire des Ducs et Comtes de Champagne, 1865.
- Lucien Coutant, Histoire de la ville et de l'ancien comté de Bar-sur-Seine, 1854.